# Західні острови
За́хідні острови́ (англ. The Western Isles) — область у складі Шотландії. Розташована на північному заході країни. До неї належать Зовнішні Гебриди (Західні острови). Адміністративний центр — Сторновей.

## Найбільші міста
Міста з населенням понад 1 тисячу осіб:
| № | Місто     | Населення, осіб (2001 |
| - | --------- | --------------------- |
| 1 | Сторновей | 5 602                 |
| 2 | Сендвік   | 1 269                 |
| 3 | Лексдейл  | 1 184                 |
| 4 | Колл      | 1 087                 |